# GAZOO METAPOLIS
GAZOO METAPOLIS（ガズーメタポリス）は、2008年4月17日にβ版を公開、同年10月1日に正式オープンしたトヨタ自動車・株式会社ココアが運営したメタバースサービス。2018年1月31日にmeet-meとともにサービス終了した。

## 概要
トヨタ自動車が新たな情報発信媒体として主に若年層をターゲットに開設した3次元仮想都市で、デザインを平田秀一が担当し映画監督の押井守が監修した。
サービス基盤は株式会社ココアが運営するmeet-meをベースに同世界内に展開されており、「人とクルマ、地球と未来・夢・楽しさ、自然との共生を実現する3次元仮想都市」をコンセプトとしている。
メタポリス内には、オートモールやミュージアム、イベントホールなどの施設があり、2ヶ月に数回の程度でイベントも開催されている。また、メタポリスコミュニティと言うコミュニティがあり、初心者ユーザーへのサポートなどしている。
また、β版開始から2010年11月25日までは名前が「TOYOTA METAPOLIS」であった。
トヨタ関連イベントで広告を配布していたこともある。
しかし、2013年11月に株式会社ココアの運営するmeet-meと統合され、2014年3月には会員管理についても株式会社ココアへ移管された。

## 機能
ここではハイウェイ走行機能について記す。
以前、メタポリスシリーズは、ハイウェイ走行は車線の移動のみであったが、TOYOTA METAPOLIS時代にmeet-meにハイウェイが進出、同時に操舵が自由になった。矢印キーで加/減速や左右移動・旋回が、Aキーでクラクションができるようになった。そのため、レースなども可能に。メタポリス内ではタイムトライアルも実施される。

## メタポリスコミュニティ
2009年1月9日に映像の製作をする「メタポリス 映像制作コミュニティ」、アイリアルに乗ることなどをする「メタポリス i-REALオーナーズクラブ」、初心者向けのサポートをする「初心者サポートクラブ」の3つのコミュニティが開設された。主に、それぞれコミュニティ毎にそれぞれ活動をしており、コミュニティ活動の様子は活動の翌日にブログにアップされ公開されていた。
だが、3つのコミュニティの統一を望んでるユーザーが多かったために8月31日で活動を中止し、9月9日からは「メタポリスコミュニティ」と言う3つのコミュニティをまとめたコミュニティが活動開始がされた。それにより、活動するリーダーが2人になったりし大幅に内容が変わっている。

### ボランティアスタッフ
2009年11月28日に行われたイベント「タウンミーティングVol.5」でリーダーの手伝いと初心者サポートをするボランティア活動するスタッフが募集する事が発表され、翌月の11日から翌年の1月3日までコミュニティブログで募集された。
募集後、応募人数19人から3人が選ばれ、毎期人数が増減し、2012年2月現在では9人がボランティアスタッフとして活動している。決定した際はコミュニティブログで報告される。

## GAZOO METAPOLIS RADIO
正式オープンと同時にメタポリスでのカーライフを楽しめる様にサービスを開始した。
制作はJ-WAVEで、放送される番組は「Red Style」・「Blue Style」・「Green Style」の3つであり、番組はメタポリス内のハイウェイラジオ・室内用音楽チューナーなどで視聴が可能であり、Podcastでも配布されている。
また、文化放送「オードリーのシャンプーおじさん」とコラボ企画として文化放送制作で「シャンおじアネックス」が放送されていた。番組の詳細は「過去の番組」を参照。

### 番組の一覧
番組のパーソナリティなどは以下の通り
| 番組名      | パーソナリティ | 放送内容                             | 配信日 | 配信開始日      | 制作局 |
| ----------- | --- | ------------------------------------ | ------ | --------------- | ------ |
| Red Style   | (2010年9月22日から) 落合隼亮 (2010年9月12日) Sascha (2008年11月19日から 2010年8月11日まで) 鉄平 (2008年10月1日から29日まで) 南美布 | メタポリスに関する最新情報などを紹介 | 水曜日 | 2008年10月1日〜 | J-WAVE |
| Blue Style  | Sascha、吉田由美 | 車での役立つ情報や楽しみ方の紹介     | 水曜日 | 2008年10月1日〜 | J-WAVE |
| Green Style | (2009年1月14日から) 加藤円夏 (2008年10月1日から12月24日) 金子奈緒                                                                  | 生活に役立つエコ情報を紹介           | 水曜日 | 2008年10月1日〜 | J-WAVE |

### 過去の番組
過去に文化放送「オードリーのシャンプーおじさん」のスポンサーであった時期に、スポンサー名義を変更した際にコラボ企画として文化放送制作で「シャンおじアネックス」が放送されており、他の番組と同様でハイウェイラジオ・室内用音楽チューナーに配布されていた。スポンサー契約解除のため、2011年3月で終了。
過去に放送されていた番組は以下のとおり
| 番組名               | パーソナリティ                     | 放送内容                                                                | 配信日 | 配信開始日                   | 制作局   |
| -------------------- | ---------------------------------- | ----------------------------------------------------------------------- | ------ | ---------------------------- | -------- |
| シャンおじアネックス | オードリー (ナレーション) 砂山大輔 | オードリーのシャンプーおじさんで カットされていた部分などを放送する番組 | 金曜日 | 2010年4月7日〜 2011年3月30日 | 文化放送 |